# Dong Jiong
Dong Jiong (em chinês: 董炯; pinyin: Dong Jiong; Pequim, 20 de agosto de 1973) é um ex-jogador de badminton da República Popular da China.
Conquistou a medalha de prata nos Jogos Olímpicos de Verão de 1996 em Atlanta.